# Brownanthus arenosus
Brownanthus arenosus là một loài thực vật có hoa trong họ Phiên hạnh. Loài này được (Schinz) Ihlenf. & Bittrich mô tả khoa học đầu tiên năm 1985.